# Winfried Wolf (Schriftsteller)
Winfried Wolf (* 30. April 1943 in Immenstadt) ist ein deutscher Autor.

## Leben
Nach dem Studium der Politologie sowie Germanistik und Geschichte für das Lehrfach in München und Weingarten war Winfried Wolf bis zu seiner Pensionierung als Lehrer an verschiedenen Schularten im In- und Ausland tätig.
Wolf lebt und arbeitet heute im bayerischen Allgäu.

## Publikationen
Winfried Wolf veröffentlichte  zehn Bücher in den Verlagen  Ravensburger, Arche Verlag oder NordSüd Verlag. Übersetzungen in  europäische und außereuropäische Sprachen folgten. Arbeiten von Wolf wurden im Bayerischen Rundfunk, Süddeutschen Rundfunk und Rundfunk Berlin-Brandenburg (rbb) ausgestrahlt.

## Werke für Erwachsene (Auswahl)
- Aussteigen – das große Abenteuer? Roman. Ravensburger Buchverlag, Ravensburg, 1982
- Geschichten aus Hotterloch. Erzählungen. Arche Verlag, Zürich, 1984
- Lebens Lauf. Menschenbilder aus einer verschütteten Zeit. Silberburg-Verlag, Stuttgart, 1991
- Die Hotterlocher. Erzählungen. Silberburg-Verlag, Tübingen und Karlsruhe, 2014, ISBN 978-3-8425-1355-6.

## Werke für Kinder (Auswahl)
- Hat der Fuchs auch eine Großmutter? Ravensburger Buchverlag, Ravensburg 1983
- Der Osterhase. Ravensburger Buchverlag, Ravensburg 1984
- Kasperl Larifari. Ravensburger Buchverlag, Ravensburg 1986
- Der Traumbaum. NordSüd Verlag, Zürich 1987
- Warum die Eisbären schwarze Nasen haben. Ravensburger Buchverlag, Ravensburg 1988
- Indianerjunge Kleiner Mond. NordSüd Verlag, Zürich 1992
- Weihnachten bei Großvater. NordSüd Verlag, Zürich 1994